# Peter Schneider (Schwimmer)

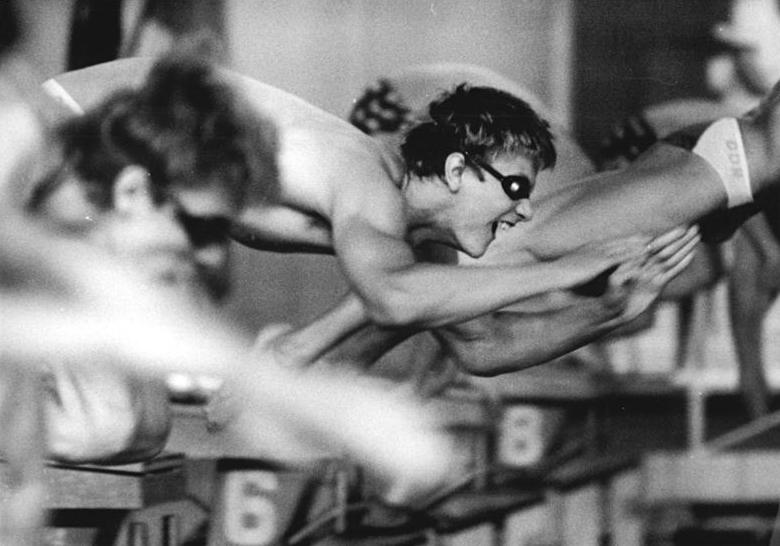
Peter Schneider im Vordergrund, dahinter Jörg Woithe, am Start zum 100-Meter-Freistil-Rennen bei den DDR-Meisterschaften 1982 in Erfurt

Peter Schneider (* 16. März 1964 in Berlin) ist ein ehemaliger deutscher Schwimmsportler, der für die DDR startete.
Peter Schneider feierte national drei DDR-Meistertitel. Mit der Staffel seines Vereines SC Dynamo Berlin gewann er 1980 seinen ersten Titel mit der 4-mal-100-Meter-Freistilstaffel, 1982 in Erfurt sowohl mit der 4-mal-100-Meter- wie auch der 4-mal-200-Meter-Freistilstaffel. Hinzu kam der Vizemeistertitel hinter Jörg Woithe bei der erstmals bei DDR-Meisterschaften ausgetragenen Strecke 50 Meter Freistil, über 100 Meter Freistil schob sich zusätzlich Dirk Richter zwischen Woithe und Schneider.
International gewann Schneider bei den Internationalen Wettkämpfen der Freundschaft, dem sozialistisches Pendant zu den Jugendeuropameisterschaften. 1982 schaffte er es zudem in den Endlauf bei einem Europapokal-Rennen mit der 4-mal-100-Meter-Freistilstaffel der DDR in Göteborg.